# 張翹
張翹（？—402年），北魏前期的佛教僧人（沙门）。
北魏道武帝天兴五年（402年）二月，沙门张翘自立尊号无上王，与丁零鲜于次保在常山郡的行唐县聚众谋反。夏四月，在攻打后燕立功的中山郡太守代人楼伏连讨斩張翹。